# Simultanvisionen
Simultanvisionen (italienischer Originaltitel: Visioni simultanee) ist ein Gemälde des futuristischen Malers Umberto Boccioni (1882–1916) aus dem Jahr 1911/12. Es gehört seit 1975 zur Sammlung des Von der Heydt-Museums in Wuppertal.

## Beschreibung
Umberto Boccioni war ein herausragender Vertreter des Futurismus, von 1911 bis 1912 war sein zentrales Thema die Straße im urbanen Umfeld. Erika Günther beschreibt wie folgt das Gemälde:

„Im Bild durchdringen sich draußen drinnen, zersplitterte Farb- und Flächenformen verdeutlichen die Dynamik der Stadt, während Rhythmus und Lärm der Metropole sich in der simultanen Mehransichtigkeit der Gegenstände, festgehalten in unterschiedlichen Bewegungsmomenten, ausdrücken.“

Das Werk ist in Öl auf Leinwand ausgeführt und hat ein quadratisches Format von 60,5 × 60,5 cm. Es trägt die Inventarnummer G 1315 des Wuppertaler Von der Heydt-Museums.

Weitere ähnliche Werke Boccionis mit dem Motiv der Straße
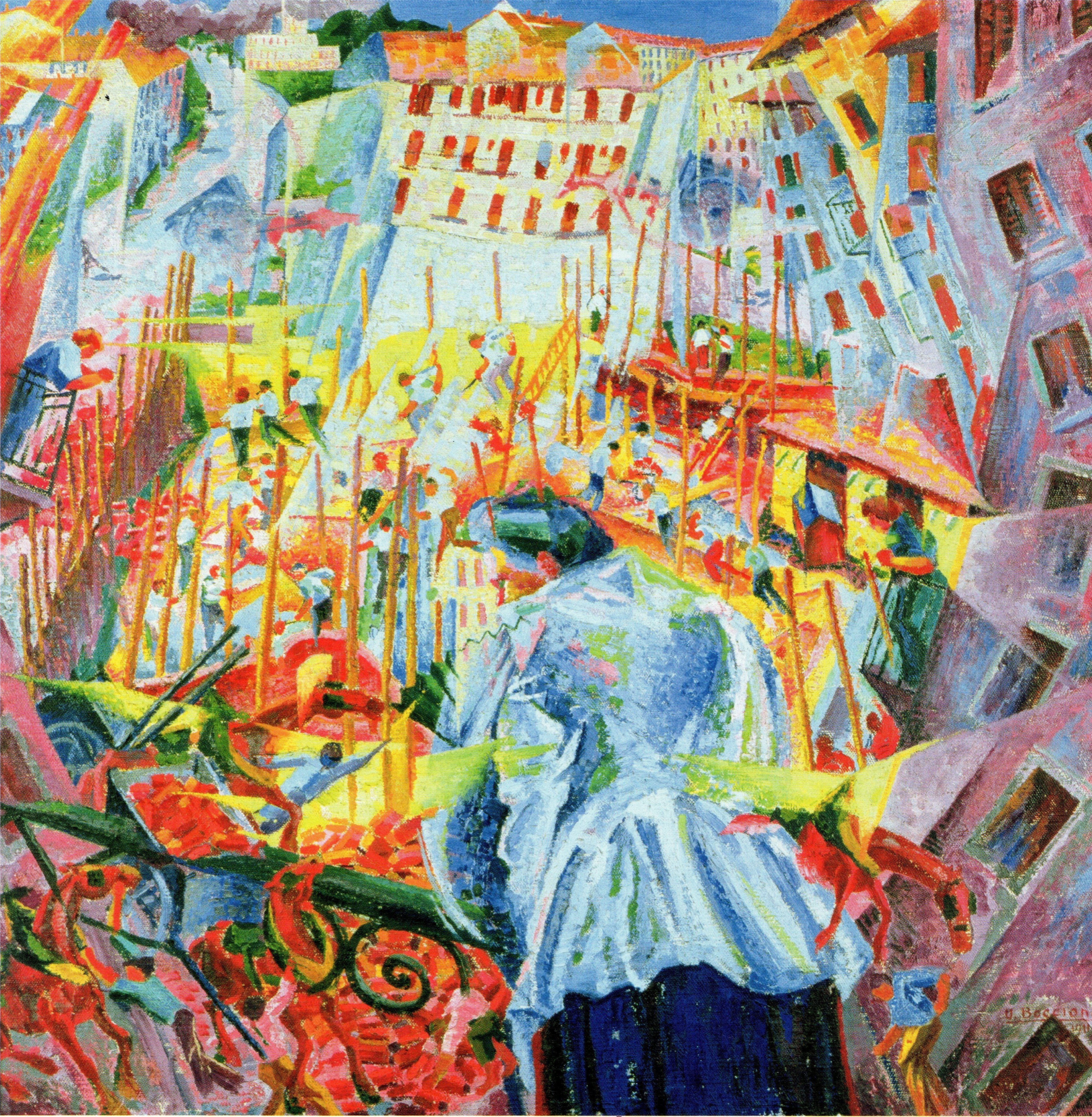
La strada entra nella casa, 1911
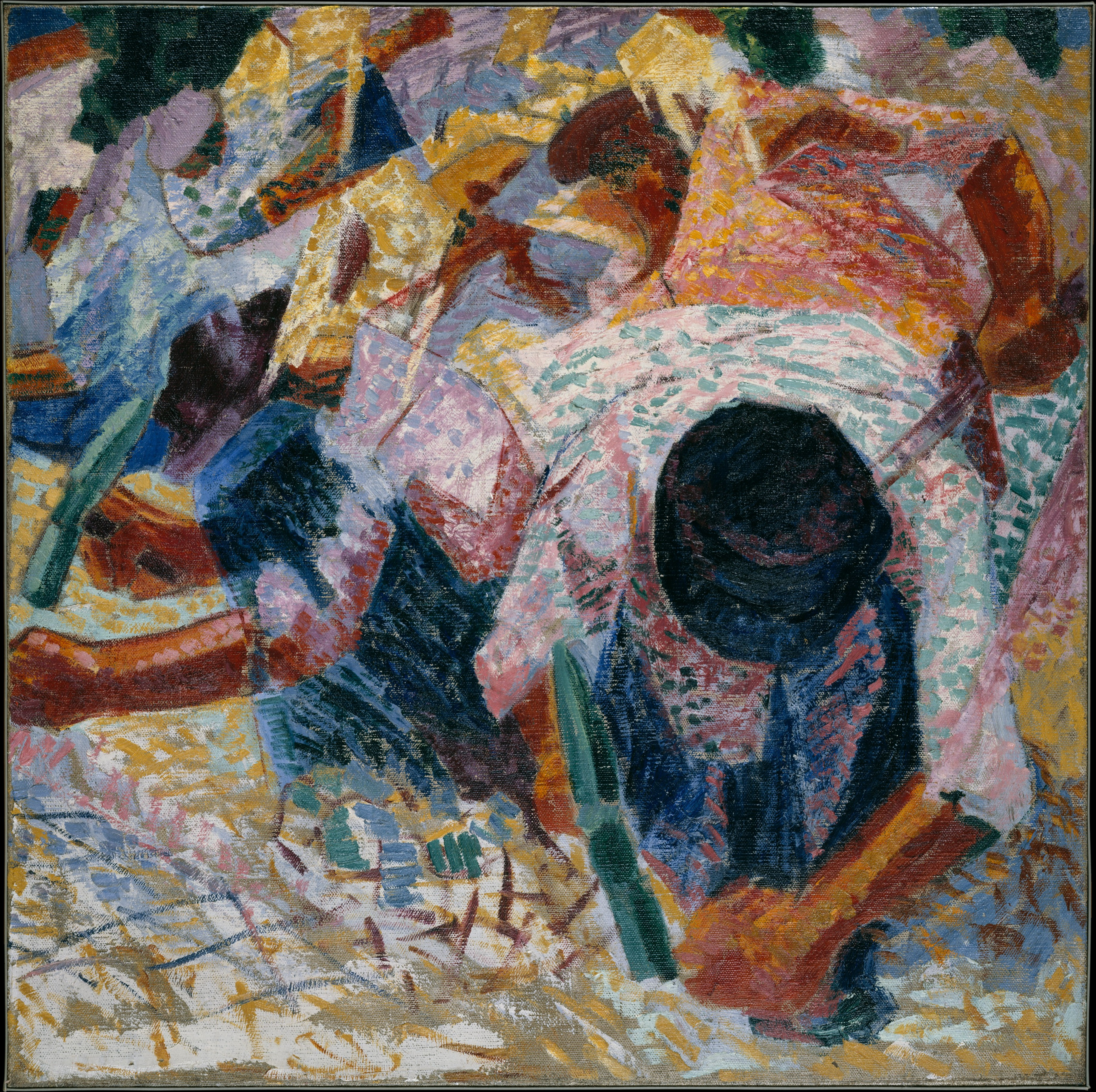
The Street Pavers, 1914

## Provenienz und Ausstellungen
Die Provenienz des Gemäldes ist nicht vollständig dokumentiert, es kam 1975 als Erwerb in die Sammlung von der Heydt.
Das Werk wurde wahrscheinlich bei der ersten im Ausland organisierten Futuristen-Ausstellung in der Pariser Galerie Bernheim-Jeune vom 5. bis 24. Februar 1912 gezeigt.